# The Other Train
The Other Train è un cortometraggio muto del 1914 diretto e sceneggiato da Harry A. Pollard. Il regista fu anche interprete del film che vedeva come protagonista sua moglie, l'attrice Margarita Fischer. Gli altri interpreti erano Fred Gamble, Joe Harris, Frank Cooley.

## Trama
In uno dei quartieri più poveri di New York, in uno squallido tugurio, una vecchietta legge una lettera che la informa che la sua richiesta alla casa dei poveri è stata accolta. La donna si reca alla stazione ferroviaria e chiede al capostazione di chiamarla quando il treno sarà arrivato. Lei si mette su una panchina, addormentandosi. Quando il treno arriva, il capostazione è troppo indaffarato per svegliarla e, in seguito, le dice che potrà prendere il prossimo treno che arriverà a mezzogiorno. La vecchietta si addormenta di nuovo.

Appare la bella Mary Baxter da giovane: è una cameriera ed è innamorata di John Gordon, il pastore. Ma c'è qualcosa che la allontana da lui. La vecchietta si agita, la visione cambia. Ora è la protagonista di uno spettacolo: la sua bellezza è allo zenit, la sua popolarità al suo apice. Ha raggiunto quello che voleva.

La visione cambia ancora. C'è un suo grande poster fuori di un teatro che annuncia "Babe Baxter, la regina del burlesque". Il reverendo Gordon vede la foto e riconosce la piccola cameriera del New England. Entra in teatro dove è accolto da risatine di scherno e si reca nel camerino dell'attrice. Cerca di convincerla a tornare alla vecchia vita, ma lei rifiuta ancora.

Qualche anno è passato, la bella regina del burlesque è sfiorita e adesso deve accettare parti sempre meno importanti, fino a giungere a supplicare per poter recitare. Senza più lavoro, povera, vecchia e debole, si rifugia nella sua misera soffitta. La visione sparisce. Nella stazione appare il giovane reverendo che la invita a seguirlo. La testa di Mary Baxter cede e si appoggia al muro: dalla sua forma esce lo spirito di lei, pura, dolce e giovane. Segue lentamente Gordon che la porta ai piedi della Scala d'Oro. Un angelo annuncia la venuta di una nuova anima.

Il ferroviere si avvicina per svegliarla mentre la gente premurosamente chiede se vuole prendere il treno. Lui alza il cappello e dice. "Ha preso l'altro treno".

## Produzione
Il film fu prodotto dalla American Film Manufacturing Company.

## Distribuzione
Distribuito dalla Mutual, il film - un cortometraggio in una bobina - uscì nelle sale statunitensi il 7 luglio 1914.